# تنمية القدرات
تنمية القدرات، بحسب التعريف الذي وضعه برنامج الأمم المتحدة الإنمائي، هي العملية التي يقوم من خلالها الأفراد والمنظمات والمجتمعات باكتساب وتعزيز القدرات اللازمة والاحتفاظ بها لوضع أهداف إنمائية خاصة بهم وبلوغها عبر الزمن.

## تنميةالقدرات وبناء القدرات
على مدى السنوات العشر الماضية، كانت المؤلفات والاتفاقيات الحكومية الدولية في مجال التنمية كثيرا ما تستخدم مصطلحي تنمية القدرات وبناء القدرات بشكل مترادف.
وعلى الرغم من وجود ارتباط بين المصطلحين، إلا أن لهما مدلولات مختلفة. لذلك فمن المهم إيضاح معنى كل مفهوم على حدة حتى يمكن استخدامه بما يتلاءم مع موقف بعينه.
ويفضل برنامج الأمم المتحدة الإنمائي استخدام مصطلح تنمية القدرات، الذي هو أكثر شمولا، لأنه يعكس على أفضل وجه نهج البرنامج. ويقوم هذا النهج على الفكرة القائلة بأن كل سياق يتضمن بعض القدرات، ويستخدم قاعدة القدرات هذه كنقطة انطلاق ثم يدعم الجهود الوطنية لتعزيزها والاحتفاظ بها. وهذه عملية تغيير من الداخل تقوم على الأولويات والسياسات والنتائج المرجوة المحددة وطنيا، وتضم مجالات تقتضي إدخال قدرات جديدة ومن ثم يتم أيضا دعم بناء قدرات جديدة.
تنمية القدرات عادة ما تشير إلى عملية خلق وبناء القدرات ثم بعد ذلك استخدامها وإدارتها والاحتفاظ بها. وتنبع هذه العملية من الداخل وتنطلق من إمكانات القدرات الوطنية القائمة.
بناء القدرات عادة ما يشير إلى العملية التي تدعم فقط المراحل الأولية من بناء وخلق القدرات وتقوم على افتراض عدم وجود أية قدرات يمكن الانطلاق منها. لذلك فهي أقل شمولا من عملية تنمية القدرات. وقد نشرت منظمة التعاون والتنمية في الميدان الاقتصادي/لجنة المساعدة الإنمائية (OECD/DAC) أن بناء القدرات “يشير إلى عملية تبدأ بسطح خال وتتضمن تشييد بناء جديد خطوة بخطوة، استنادا إلى تصميم محدد سلفا. لكن التجربة أثبتت أنه يصعب النجاح في تحسين القدرات بهذه الطريقة”. فقد يكون بناء القدرات متصلا بالأزمات أو الفترات التي تعقب الصراعات مباشرة حيث تكون القدرات الموجودة قد فقد معظمها بسبب تدمير القدرات أو نزوح القدرات.